# Adélaïde de Saint-Germain
Louise-Adélaïde Starot de Saint-Germain, comtesse de Montalivet, née à Versailles le 13 février 1769 et morte au château de Thauvenay le 10 mars 1850, est une supposée fille illégitime de Louis XV.

## Origines
Elle est la fille de Catherine Éléonore Bénard, une des maîtresses du roi, et (officiellement) du fermier général Joseph Starot de Saint-Germain ; mais elle serait en réalité une fille bâtarde de Louis XV,,,,, quoique cette ascendance royale ait été contestée par certains généalogistes, en particulier par Jean Saint-Loup qui démontre qu'Adélaïde de Saint-Germain, née onze mois après le mariage de ses parents légitimes, n'était pas la fille de Louis XV.

## Biographie
Elle fait la connaissance du jeune général Napoléon Bonaparte, qui tombe amoureux d'elle, envisage même de l'épouser, mais doit se retirer face au refus du père d'Adélaïde,.
Elle épouse à Valence, le 31 juillet 1797, son cousin Jean-Pierre de Montalivet,, futur ministre de Bonaparte. Elle a de lui trois enfants : le pair de France Simon de Montalivet, le ministre Camille de Montalivet et Joséphine, vicomtesse de Tascher.
Elle devient dame du palais de l'impératrice Joséphine de 1804 à 1810, puis de l'impératrice Marie-Louise de 1810 à 1814. Sophie Ulliac-Trémadeure la décrit comme l'une des plus belles femmes de l'Empire.
Elle est une ancêtre maternelle du président de la République française Valéry Giscard d'Estaing (1926-2020).

## Descendante de Louis XV?
Dans son livre, Secrets de famille, Secrets de généalogie, le généalogiste Jean Saint-Loup démontre que la supposée paternité royale de Catherine Éléonore Bénard ne repose sur aucune preuve, aucun élément et aucun indice. Il y indique notamment que ce n’est qu’en 1830 que pour la première fois celle-ci fut évoquée dans les Mémoires d’une femme de qualité sur le Consulat et l’Empire : « Mademoiselle de Saint-Germain qui, elle aussi, était née, si on en croit une glorieuse médisance, au milieu des splendeurs de Versailles. » Or il s’avère que cette "femme de qualité" est en réalité un certain Étienne-Léon de Lamothe-Langon (1786-1864), connu comme romancier, faussaire, auteur de mystifications historiques et de plusieurs Mémoires apocryphes.

### Sources
- Jean-Claude Banc, Montalivet, l'homme de confiance de Napoléon, Nouveau Monde éditions / Fondation Napoléon, Paris 2011
- Gaston Sirjean, Encyclopédie généalogique des maisons souveraines du monde… : Les illégitimes
- Henri Vrignault, Les enfants de Louis XV : descendance illégitime, Perrin, 1954